# US Métro (hockey sur glace)
Pour les articles homonymes, voir US Métro.
L'US Métro est un club omnisports français ayant accueilli une section hockey sur glace à partir de 1951 jusqu'en 1971.

## Historique
Le club omnisports de l'Union sportive métropolitaine des transports est fondé en 1928. La section hockey sur glace est créée 1951. L'équipe participe pour la première fois à la 1re série en 1954. En 1971, la section s'installe à Viry-Châtillon et dans le même temps se sépare de l'US Métro. L'équipe prend ainsi le nom de OHC Paris-Viry.

## Palmarès
- 2e Division :
  - Champion (1) : 1961

## Résultats en Championnat de France
Note: PJ : parties jouées, V : victoires, D : défaites, N : matchs nuls, BP : buts pour, BC : buts contre, Diff : Différence de buts
| Saison    | Division         | PJ               | V                | N                | D                | BP               | BC               | Diff             | Phase Finale                                          | Adversaire(s)                           | Classement final         |
| --------- | ---------------- | ---------------- | ---------------- | ---------------- | ---------------- | ---------------- | ---------------- | ---------------- | ----------------------------------------------------- | --------------------------------------- | ------------------------ |
| 1953-1955 | non disponible   | non disponible   | non disponible   | non disponible   | non disponible   | non disponible   | non disponible   | non disponible   | non disponible                                        | non disponible                          | non disponible           |
| 1955-1956 | 2e série         |                  |                  |                  |                  |                  |                  |                  | Champ. de Paris Finale nationale                      | 2e/2 3e/4                               | 8e · Promu en 1er série  |
| 1956-1957 | Ne participe pas | Ne participe pas | Ne participe pas | Ne participe pas | Ne participe pas | Ne participe pas | Ne participe pas | Ne participe pas | Ne participe pas                                      | Ne participe pas                        | Ne participe pas         |
| 1957-1960 | non disponible   | non disponible   | non disponible   | non disponible   | non disponible   | non disponible   | non disponible   | non disponible   | non disponible                                        | non disponible                          | non disponible           |
| 1960-1961 | 2e série         |                  |                  |                  |                  |                  |                  |                  | Champ. de Paris Barrage Finale                        | 1er/4 Racing Club de France Chamonix II | 5e Champion              |
| 1961-1962 | 2e série         | 8                | 4                | 2                | 2                | 60               | 20               | +40              | Champ. de Paris                                       | 3e/5                                    | 9e                       |
| 1962-1963 | 1er série        |                  |                  |                  |                  |                  |                  |                  | Champ. de Paris                                       | 4e/4                                    | 8e · Relégué en 2e série |
| 1963-1964 | 2e série         |                  |                  |                  |                  |                  |                  |                  | Champ. de Paris                                       | 4e/6                                    | 13e                      |
| 1964-1965 | 2e série         |                  |                  |                  |                  |                  |                  |                  | Champ. de Paris I Champ. de Paris II Finale nationale | 2e/7 2e/4 4e/4                          | 9e                       |
| 1965-1967 | non disponible   | non disponible   | non disponible   | non disponible   | non disponible   | non disponible   | non disponible   | non disponible   | non disponible                                        | non disponible                          | non disponible           |
| 1967-1968 | 1er série        | 8                |                  |                  |                  |                  |                  |                  | Champ. de Paris                                       | 3e/5                                    | 5e                       |
| 1968-1969 | 1er série        | 12               |                  |                  |                  |                  |                  |                  | Poule unique                                          | 6e/7                                    | 6e                       |
| 1969-1970 | 1er série        | 12               |                  |                  |                  |                  |                  |                  | Poule unique                                          | 6e/7                                    | 6e                       |
| 1970-1971 | 1er série        | 13               | 10               | 0                | 3                | 82               | 45               | +37              | Poule Paris-Nord Barrage                              | 2e/4 Villard-de-Lans                    | 5e                       |